# 加州海龍
加州海龍（学名：Syngnathus californiensis），為輻鰭魚綱棘背魚目海龍魚科的其中一種，分布於東太平洋區，從美國加州至墨西哥加利福尼亞灣海域，棲息深度可達15公尺，體長可達50公分，棲息在沿海的海藻床。